# Путешествие стипендиатов
«Путеше́ствие стипендиа́тов» (фр. Bourses de voyage) — приключенческий роман французского писателя  Жюля Верна, изданный в 1903 году.

## Дата написания
По мнению современных исследователей, роман был написан в самом конце 1890-х годов. Однако Верн предложил его Этцелю лишь в 1902 году, причем стимулом стало извержение вулкана Мон-Пеле на Мартинике . В тексте романа имеется сноска на это катастрофическое событие.

## Краткое содержание
Антильская школа — одно из известных высших учебных заведений Лондона. В неё могут поступить только молодые европейцы родом с островов Карибского моря. Девять студентов должны вскоре получить грант на путешествие от видного спонсора школы, женщины из Барбадоса, миссис Кетлин Сеймур.
Гарри Меркеля, бывшего капитана, а ныне пирата, передают властям Англии, но он сбегает вместе со своим помощником, боцманом Джоном Карпентером, а также частью пиратской команды, известной как «Пираты Галифакса», и захватывает трёхмачтовый парусный барк «Тревога» (в других публикациях судно называется «Стремительный»), предварительно убив весь экипаж корабля, включая капитана Пакстона. Как оказалось, это было то самое судно, на котором в качестве пассажиров отправились лауреаты гранта на путешествие со своим наставником и казначей школы, Горацио Паттерсон.
Во время долгого путешествия через Атлантику Меркель и его команда берут имена убитых ими офицеров и матросов «Тревоги» и готовятся убить пассажиров. Однако Меркель решил оставить их в живых на некоторое время, когда узнал, что, прибыв на Барбадос, те получат крупную денежную сумму от их спонсора.
Во время другого путешествия «Тревога» останавливалась на разных островах, на которых студенты с радостью посещали родные места, встречались с родными и близкими, не подозревая об опасности, которая нависла над ними. Тем временем Меркель, убедившись, что госпожа Сеймур (спонсор Антильской школы) действительно вручит студентам большую сумму, готовит всё необходимое для убийства.
Пиратам удается избежать разоблачения на протяжении всего путешествия учеников по островам, даже несмотря на то, что полиция находит на побережье труп матроса, убитого пиратами.
К несчастью Меркеля, на борту оказывается Уилл Миц, матрос, назначенный по рекомендации госпожи Сеймур. Он подслушивает разговоры своего нового экипажа и узнаёт о планах пиратов. Ночью он совершает попытку спасти студентов, пытаясь на шлюпке доплыть до соседнего корабля. Однако его план проваливается. Во тьме студенты не могут найти корабль, а под утро обнаруживается, что судно уже далеко уплыло. Герои возвращаются на свой барк. После короткого боя они запирают Меркеля и пиратов в трюме, в котором те находят бочки с ромом и напиваются. Позже Меркелю и Карпентуру удаётся выбраться наружу, после чего они выпускают остальную часть команды, однако слишком поздно. Пираты случайно устраивают пожар и тонут вместе с кораблём.
Тем временем Миц и студенты спасаются на шлюпках и переживают трудные времена, прежде чем их спасает проходящий мимо пароход, перевёзший их в Великобританию. Рассказ о путешествии принёс студентам славу и толпы поклонников.
После своего приключения студенты начинают ещё один сложный учебный год. Жюль Верн, являясь историком географических открытий, в романе дал подробное описание истории Антильских островов.

## История публикаций
«Путешествия стипендиатов» первоначально печатались на страницах журнала Magasin d’Éducation et de Récréation с 1 января до 15 декабря 1903 года. В виде книги произведение было выпущено издательством Пьера-Жюля Этцеля в двух томах 1 июля 1903 года и 9 ноября 1903 года для каждого тома соответственно. 19 ноября последовало широкоформатное иллюстрированное издание grand-in-8º. Художником-иллюстратором выступил Леон Бенет.
В 2013 году издательством «Wesleyan University Press» был выпущен роман «Путешествия стипендиатов» в английском переводе Тери Дж. Эрнандеса. В результате произведение стало последним изданным на английском языке романом цикла «Необыкновенные путешествия».
На русском языке роман впервые опубликован в 1903 году в журнале «Вокруг света». В 1904 году произведение опубликовано в журнале «Природа и люди».